# MF 88

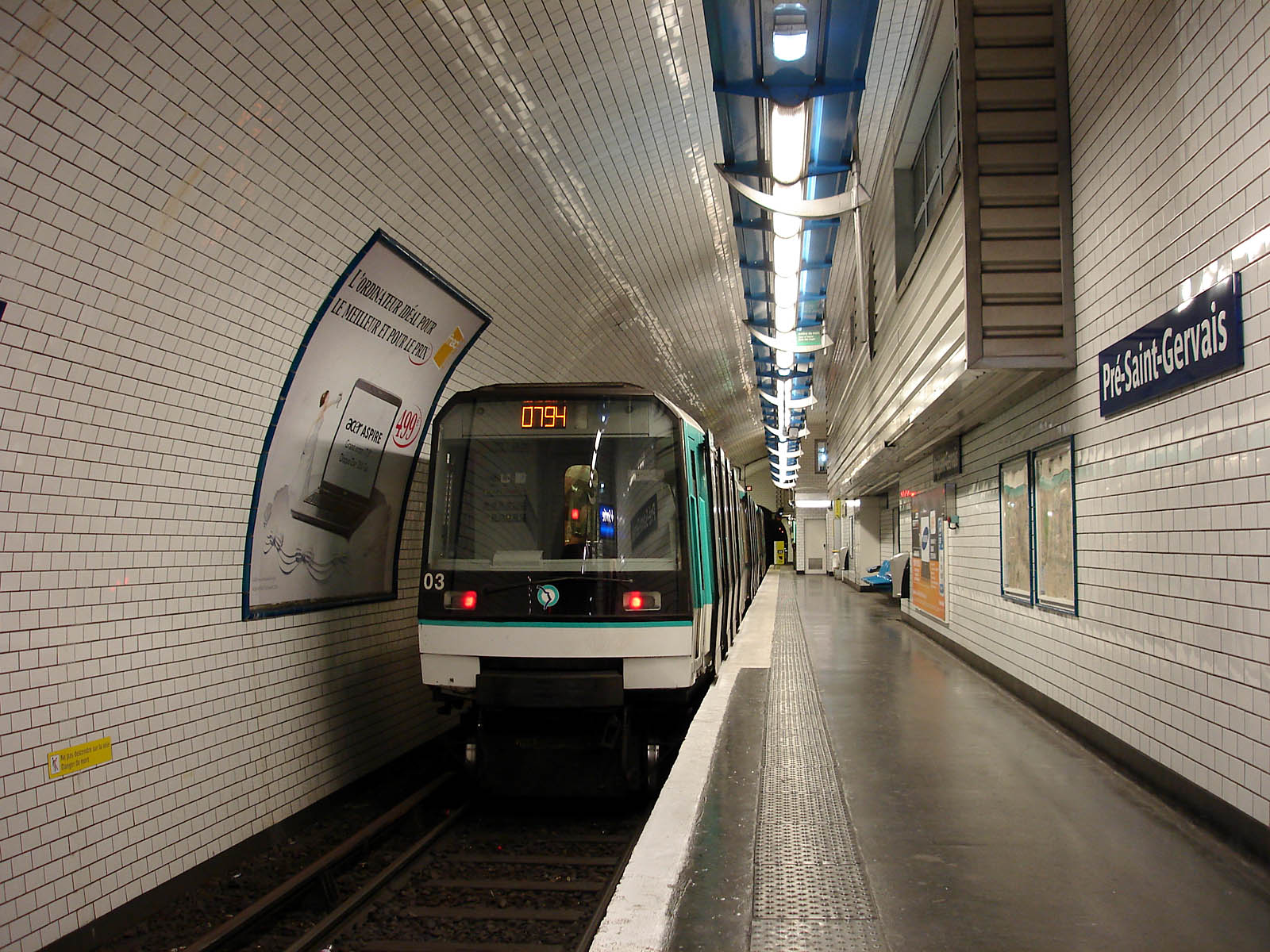
MF 88 En la estación Pré Saint-Gervais

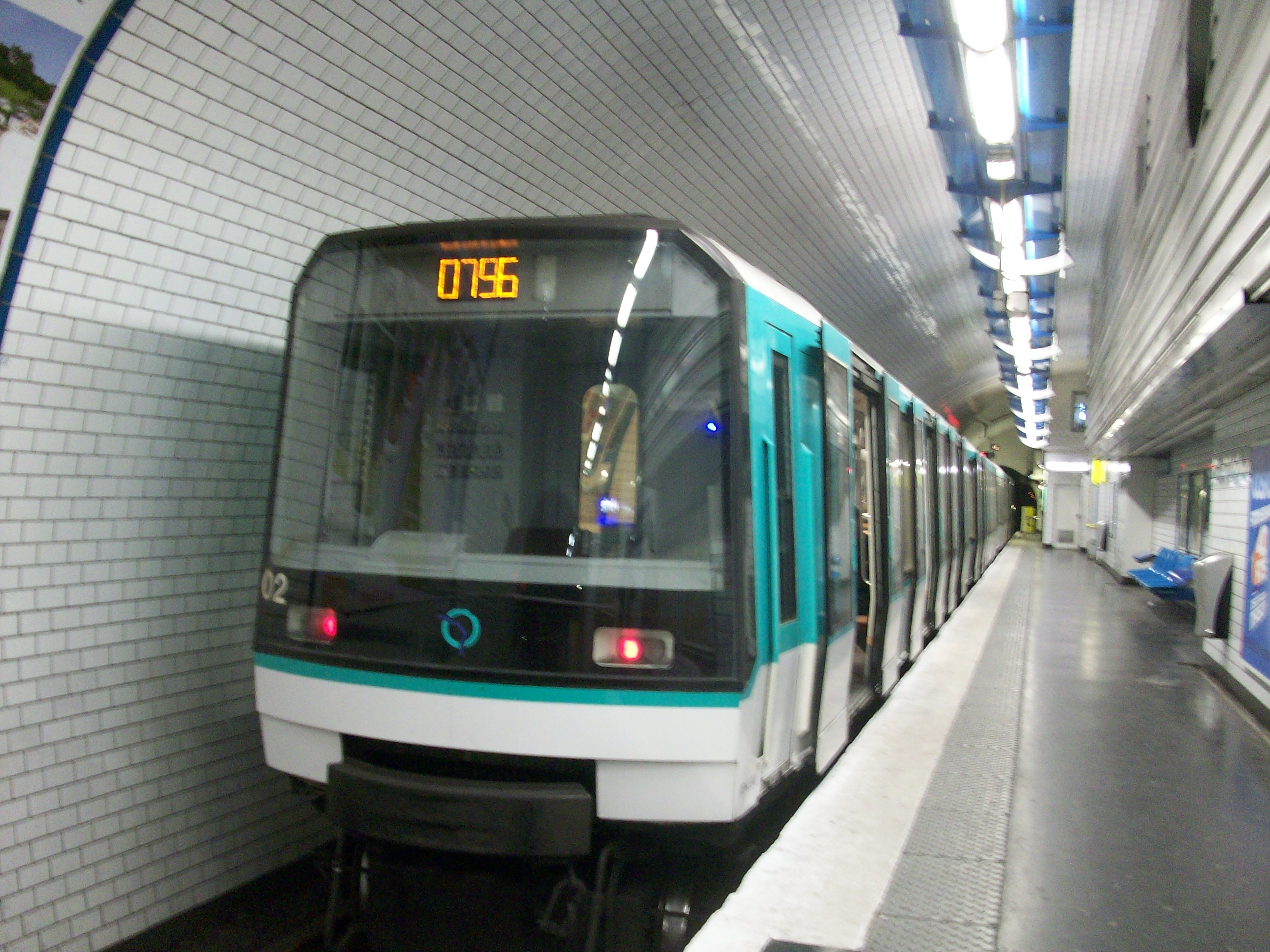
Un MF88 abandonando la estación Pré Saint Gervais con destino Louis Blanc

El MF 88 (Matériel roulant sur Fer 1988) es el tercer modelo de tren de rodadura férrea del Metro de París, diseñado y construido por Alstom en Francia. En total son 8 trenes (formados de tres unidades) y circulan por la Línea 7 bis del Metro de París.
Este material también tiene curvas independientes de rueda orientable, evitando así el chirrido habitual. Se acercó a la innovación que reemplaza bogies convencionales, esta tecnología demostró ser frágil y causó un costo inusualmente alto de equipamiento y mantenimiento de la vía. Esta desventaja se añade a otros problemas de fiabilidad, incluyendo la adición podría dar lugar a la cancelación anticipada de estos trenes.

## Historia

### Diseñando el material del futuro
Con la finalización de las entregas de los trenes MF 77 a principios de 1980, el parque rodante de la red era mucho más joven. Sin embargo, la necesidad de un equipo de reemplazo a mediano plazo del MF 67 trae la Compañía Arrendataria Autónoma de los Transportes Parisinos (RATP) a diseñar el material rodante del siglo XXI. Con experiencia en la nueva tecnología ferroviaria a través del prototipo Boa, la Junta decidió validar en mayor escala los resultados de sus experimentos llevados a cabo entre 1985 y 1991. Así que decidió equipar un equipo fabricado en gran medida las innovaciones de la Boa en una línea corta, con poca gente, sinuoso y de perfil difícil: la línea 7 bis.
Un pedido en firme de veintisiete cajas de este nuevo material, llamado MF 88, el cual se coloca con un consorcio de fabricantes reunidos en torno a ANF, ahora comprado por el contratista principal, Bombardier Transport.. El contrato incluye una opción para un centenar de casos adicionales ordenados después de un experimento exitoso coronado a equipar a otras líneas. Pero esto último nunca vio la luz debido a los contratiempos que vio este material rodante.
El MF 88, por tanto, incorpora una serie de innovaciones directamente de la Boa:
- Pasarelas de intercomunicación entre pasajeros.
- Información integrada.
- Ejes con ruedas orientables independientes.
- Motorización asincrónica trifásica.
- Sistema de frenado oleoneumático con recuperación de energía.

Estas veintisiete cajas se ensamblan en nueve trenes de tres autos, con dos autos eléctricos que enmarcan un remolque. El primer tren fue entregado al taller Bobigny en diciembre de 1992. Realizó sus primeras pruebas en la línea 5 durante la noche del 23 al 24 de diciembre de 1992, entre las estaciones Bobigny - Pablo Picasso y Jaurès. El tren se presenta a la prensa en la estación fantasma Haxo.
El resto de la flota se entregó en 1993. El primer tren entró en servicio comercial el 24 de enero de 1994 y el último el 30 de diciembre de 1995.

### Los problemas se producen
El MF 88 es completamente satisfactorio en ciertos aspectos, como el silencio a bordo del tren hecho posible por los ejes orientables en curvas. De hecho, en los coches de bogie, las ruedas de un eje giran a la misma velocidad, las ruedas interiores recorren una distancia más corta y se deslizan sobre los rieles en una curva cerrada, lo que provoca un chillido desagradable para los viajeros y Desgaste rápido de la pista. A diferencia de otros equipos, los ejes del MF 88 están equipados con diferenciales que permiten que cada una de las dos ruedas del eje gire a una velocidad diferente en las curvas.
Pero su uso diario revela una serie de problemas debido al diseño de los trenes, y con fuertes repercusiones financieras para una serie tan limitada. La suspensión es particularmente dura, pero, mucho más grave, los ejes y los elementos de apoyo son más frágiles que los ejes tradicionales no orientables. Los ejes orientables del MF 88, que inicialmente tenían que evitar la lubricación de los rieles, que es esencial con otros equipos de hierro, también causan un desgaste prematuro de las pistas. Por lo tanto, el presupuesto de mantenimiento aumenta no solo para el mantenimiento del equipo sino también para el mantenimiento de la vía: el costo operativo de la línea 7 bis es demasiado alto.
La lubricación vuelve a ser necesaria y la Régie prueba varias soluciones, como el paso de un tren grasiento MF 77 de la línea 7 o la modificación del mantenimiento, pero ninguna es satisfactoria. Finalmente, la flota MF 88 está equipada con dispositivos específicos para lubricar las bridas de las ruedas con palos, instalados en un eje del remolque intermedio de cada uno de los nueve juegos de trenes. El sistema funciona por retraso de tiempo cada veinte segundos, desde una velocidad de 6 km / h. Debido a estos costosos contratiempos, el RATP decidió no generalizar este material, ni la técnica de los ejes orientables, en los siguientes materiales de hierro.
Además, se observó la aparición de grietas en las macetas, las hojas de las puertas y el acoplamiento de ciertos remos. Para limitar el desarrollo de estas grietas, la RATP decidió limitar la velocidad de la línea a 40 km/h y eliminó la maniobra de giro en la estación Louis Blanc. Esta maniobra consistió en llevar el tren a la estación superior de Louis Blanc para dejar que los pasajeros se bajaran, luego hacer que volviera dos veces en el túnel y en la estación inferior donde los pasajeros subieron. El tren podría partir hacia Pré-Saint-Gervais. Esta maniobra única en la red permitió ofrecer a los pasajeros en la línea 7 bis una conexión de muelle a muelle para sus viajes hacia o desde el centro de París en la línea 7. También, y para hacer frente a estas dificultades, un pequeño taller de mantenimiento descentralizado, conocido como "puesto de inspección reforzado" (PVR), está instalado en una vía en la estación de Pré-Saint-Gervais para el mantenimiento de rutina del equipo. Este dispositivo permite ahorrar equipo al minimizar el uso de caminos de servicio sinuosos, como la ruta de vacaciones (ruta entre Place des Fêtes y Porte des Lilas, que permite la conexión entre las líneas 3 y 7 bis), un paso obligatorio para acceder al taller de mantenimiento en Saint-Fargeau.

## El futuro del MF 88.
Esta fragilidad de los trenes y los costos de mantenimiento excesivamente altos deberían conducir a la jubilación anticipada de este equipo. Así, la Régie analizó tres escenarios para reemplazar este equipo lo más rápido posible.
El pedido de trenes MF 01 para tres líneas de metro durante la década de 2000 llevó a la consideración de un pedido adicional para una miniserie adaptada a la línea 7 bis. Sin embargo, para el diseño de trenes en formación de cuatro vagones en lugar de cinco, habrían sido necesarios estudios para desarrollar la computadora y los ajustes funcionales, lo que también habría resultado en una validación de seguridad. Por lo tanto, la RATP renunció a esta opción debido al alto costo y la falta de rentabilidad para una serie tan reducida.
El reemplazo fue previsto por un tiempo por los trenes MF 67 provenientes de la línea 2 o la línea 9, recientemente equipados con trenes MF 01. Los MF 67 son trenes mucho más antiguos y ruidosos en las curvas, pero hicieron probado en términos de fiabilidad y, por lo tanto, podría haber permitido volver a una situación económica más saludable. Sin embargo, este reemplazo ya no está planeado en vista de las importantes inversiones realizadas desde entonces por la Régie para hacer que el MF 88 sea más confiable. Por lo tanto, el RATP ha decidido mantener el MF 88 en circulación hasta la llegada de una nueva generación material rodante sobre hierro, cuyas primeras entregas están previstas para 2021.
Sin embargo, y en el caso de una falla grave del MF 88 o la obsolescencia de sus componentes a bordo en la década de 2020, el Régie favorece el funcionamiento del MF 67 training III desde la línea 12. Según "Expresión funcional requisitos para nuevos equipos de metro férreo para la operación de las líneas 3, 3bis, 7, 7bis, 8, 10, 12 y 13 ”, adoptados en 2016 por la RATP e IDFM (ex-STIF), por lo que el MF 88 debe ser reformado y dar paso a MF 19 para el 2024-2025.

## Un balance mixto
Si no se les exigía que todas las promesas de MF 88 y todas sus innovaciones no han demostrado ser buenas ideas, especialmente ejes dirigibles, varios de ellos sin embargo han sido adoptadas por el Consejo para los siguientes materiales.
Las pasarelas entre los entrenadores, informática embebida y puertas eléctricas ha habido momentos para todas las series de los equipos luego hizo (MP 89, MP 01 y MP 05). De computación empotrados en las funciones de seguridad se valida y se convierte en un punto focal del sistema de automatización de la operación del tren (SAET), que se utiliza desde 1998 en la línea 14 de diez años después de la línea 1 durante su automatización integrante.
El costo del dirigible ejes fracaso permaneció bastante moderado; habría sido catastrófico si esta técnica fue generalizada en la red sin edición limitada experimental como MF 88. Este equipo, por tanto, ha cumplido su misión al permitir la validación de las muchas innovaciones y evitar un fallo técnico y financiero a gran escala de Otras innovaciones menos éxito.

## Material Rodante
| Número | Composición             | Estado | Actividad |
| ------ | ----------------------- | --- | --------- |
| 01     | 88M.001-88B.001-88M.002 | En Servicio |           |
| 02     | 88M.003-88B.002-88M.004 | En Servicio |           |
| 03     | 88M.005-88B.003-88M.006 | En Servicio |           |
| 04     | 88M.007-88B.004-88M.008 | En Servicio |           |
| 05     | 88M.009-88B.005-88M.010 | En Servicio |           |
| 06     | 88M.011-88B.006-88M.012 | Fuera de servicio, con tres coches fueron retirados en los talleres de Choisy y se almacenan en el caso de las necesidades futuras |           |
| 07     | 88M.013-88B.007-88M.014 | En Servicio |           |
| 08     | 88M.015-88B.008-88M.016 | En Servicio |           |
| 09     | 88M.017-88B.009-88M.018 | En Servicio |           |

## Especificaciones

### Generales
Externamente, cajas recuerdan muchos de los MF 77, debido a su forma y los materiales utilizados. Se llaman como perfiles recientes en aleaciones de aluminio extruido, y los extremos de las cajas también están ahusados para cumplir con la red de ancho unificado dinámico. Su estructura se moldea y luego ensamblado y pegado.
Los trenes MF 88 constan de tres coches con una longitud de 15,50 m, una longitud total de 46,44 m. Cada uno tiene tres puertas correderas de enchufe por lado, 1,576 m de ancho y 1.586 m para las cuatro puertas en los extremos de apertura de los trenes. La anchura de las cajas alcanzó 2,44 m de altura y 1,07 m de suelo. Cada extremo del motor tiene una masa de 27,1 toneladas, mientras que la masa del remolque central es de 20 toneladas, una masa total por tren de vacío en 74,2 toneladas.
El MF 88 no está equipado con bogies convencionales de material anterior, pero ejes de dirección, diseñado para evitar los habituales chirriando en las curvas y el desgaste ferroviario relacionadas. En el camino, puente diferencial Renault VI permite total independencia de las ruedas. Al final de remos, un eje de dirección por encima de la primera eje orientado. La distancia entre ejes es de 10.300 m. La suspensión primaria es asegurada por anillos de goma que rodean los extremos de la viga del puente y lo conectan con los largueros del chasis. La suspensión secundaria consta de cuatro bloques o "cabezales" de caucho de metal, que también sirven para guiar y conducir entre el bastidor y la viga de carga. Cuatro amortiguadores verticales entre el bastidor y el miembro transversal también mejoran la comodidad vertical.
El MF 88 no está equipado con el pilotaje automático: no está instalado en la línea 7 bis debido a los bajos niveles de tráfico, pero el equipo de los siguientes trenes sí se había ordenado, estaba previsto para las otras líneas. Por tanto, los remos se llevan a cabo manualmente, en virtud de la conduite manuelle contrôlée (CMC).

### Motor y freno
Cada tren está equipado con motores de cuatro fases asíncronos, tipo cuadrupolo de jaula de ardilla, una potencia de 210 kW a 325 voltios, o 840 kW total. Ellos son controlados por un inversor de tensión de cada motor tiristor GTO, que opera en el enfriamiento natural. UPS suministra dos motores en paralelo. La operación auxiliar se lleva a cabo por dos convertidores estáticos independientes. La aceleración de arranque llega a 0,95 m / s de 0 a 50 km / h con 4 pasajeros / m. La velocidad máxima de hardware es de 80 km / h, pero la velocidad máxima alcanzada en la práctica en el inicio de la operación fue de 70 km / h, ya reducida a 40 km / h Debido a la fragilidad del mecanismo de rodadura.
El sistema de ordenador de a bordo se compone de ocho ordenadores conectados por Factor industrial LAN. En esencia, proporcionan comandos no seguros, como la tracción, la energía y las puertas, y continuamente comprobar el estado de los órganos del tren. El controlador está así constantemente informado de la situación del tren por un primer nivel de mantenimiento de diagnóstico utilizando una pantalla semi-gráfico. Un sistema de seguimiento también le permite escuchar lo que está sucediendo en el tren él. Talleres de trabajadores de mantenimiento también son informados por el sistema sobre el estado de los equipos, fallos o incluso a riesgo de defectos.
Sin embargo, las funciones de seguridad, tales como el frenado de emergencia están asegurados por el alambre tradicional de cablear bonos efectuadas en el tipo de la aviación cableado base, que tiene en cuenta el circuito "bajo nivel actual" Salida desde computadoras . Producción de aire de iluminación, ventilación y comprimido es proporcionada por dos grupos de convertidores estáticos (CVS) 750 V, tensión de 200 V - 50 Hz También aseguran los cierres de seguridad y 72 V DC.
Los trenes están equipados con tres tipos de frenos: de un freno de estacionamiento, freno de servicio controlado por un ordenador y un freno de emergencia. Servicio de frenado de desaceleración alcanza 0,90 m/s2, y el freno de emergencia 1,10 m/s2.
El freno de estacionamiento (o de capital) se unen un disco de freno cada eje motor. Esto último es particularmente unido a una etapa de reducción del puente diferencial. Su fijación se efectúa por la primavera y la liberación de aire comprimido. En ausencia de corriente, es posible llevar a cabo el desbloqueo manual.
Los frenos de servicio y de emergencia son los frenos de disco mecánicos oleoneumáticos, encajada dentro de las ruedas. El freno de servicio es controlado por solenoides moderables de frenado y antibloqueo; el freno de emergencia es controlado por válvulas de solenoide y dispositivos antideslizantes inversos. Un freno regenerativo electrodinámico es mayor de 8 km/h.

### Zonas de pasajeros
En el interior, los MF 88 stands para la primera vez en la red de París por sus pasarelas entre los coches, los principios tomados de la BOA, que permiten una mejor distribución de los pasajeros y ventanas color 2.60m entre cada puerta.
Los asientos se montan también a la primera proyección en voladizo, es decir, ajustado a las paredes laterales y no en el suelo con el fin de facilitar la limpieza. Su embalaje es de 2000 hojas de material antilacerative.
Hay dos tipos de pasarelas en el MF 88 El más común está formado de tubos de goma.; entre sí, solo está presente en el tren 002, utiliza el principio adoptado para la MP 89 de la línea 1, que consiste en un conjunto de placas de metal superpuestas.
La capacidad de un tren de tres coches es de 425 pasajeros a cargo asientos "confort" y todos los asientos plegables cuatro pasajeros y debout/m² utilizado. Está dividido en 137 viajeros cada accionamiento (20 asientos fijos, 26 asientos plegables y 91 pasajeros de pie), y 151 pasajeros en el tráiler (24 asientos fijos, 28 asientos plegables y 99 pasajeros de pie).

### Numeración
Cada componente del coche de un tren de metro en París se identifica dentro y fuera a través de una serie de números y letras, formada en el año de mandato la identificación de la serie (solo de esta serie 88 aquí), seguido de una letra prefijo a uno o dos, y finalmente seguido por el número de identificación del coche aquí 001-009 para los remolques intermedios, y 001 a 018 para el lado de accionamiento con una motor y una extraña pareja por resma. La letra "M", un vehículo de motor con cabina extremo, mientras que la letra "B" se refiere a un remolque intermedio sin clase taxi segundo (aunque la primera clase fue abolida en 1991, los coches anteriores esa fecha mantienen su identificación).
Y el tren N º 1 consta de motor <88M001> y motor <88M002>, enmarcando el tráiler <88B001> da su número para el tren. El tren N º 9 está formado de motor <88M017> y <88M018> enmarcando remolque <88B009>.